# Sebastián Suárez de Mendoza
Sebastián Suárez de Mendoza (Torija, ? - Madrid, 23 de setembro de 1646) foi Conde de La Coruña e Vice-rei de Navarra. Exerceu o vice-reinado de Navarra entre 1641 e 1643. Antes dele o cargo foi exercido por Enrique Enriquez Pimentel. Seguiu-se-lhe Duarte Fernando Álvarez de Toledo.